# يوليا بهنكي
يوليا بهنكي (بالألمانية: Julia Behnke) مواليد 28 مارس 1993 في مانهايم، هي لاعبة كرة يد ألمانية تلعب كمحور. مثلت منتخب ألمانيا لكرة اليد للسيدات.

## سجل المنافسة
شاركت في البطولات التالية:
- بطولة العالم لكرة اليد للسيدات 2015
- بطولة أوروبا لكرة اليد للسيدات 2016

## روابط خارجية
- يوليا بهنكي على موقع الاتحاد الدولي لكرة اليد (الإنجليزية)
- يوليا بهنكي على موقع الاتحاد الأوروبي لكرة اليد (الإنجليزية)
- يوليا بهنكي على موقع اللجنة الأولمبية الدولية (الإنجليزية)
- يوليا بهنكي على موقع اللجنة الأولمبية الألمانية (الألمانية)